# Novela psicológica

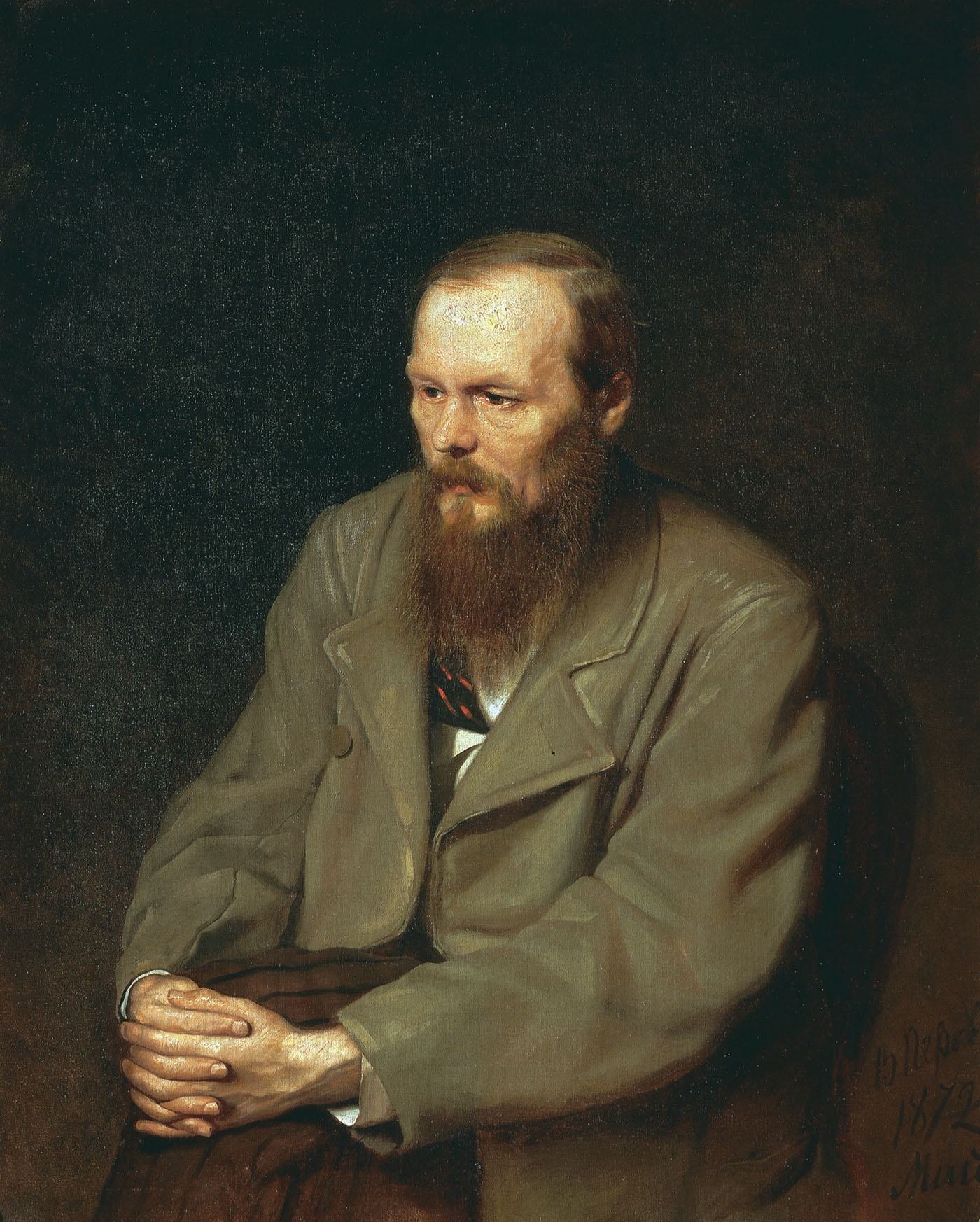
Fiódor Dostoyevski, con Crimen y castigo y Los hermanos Karamazov, ahonda en la conciencia de los personajes, en lo que se ha dado en llamar novela psicológica, la gran aportación rusa al Realismo.

La novela psicológica o novela de análisis psicológico, también conocida como realismo psicológico es una obra de ficción en prosa que enfatiza la caracterización interior de sus personajes, sus motivos, circunstancias y acciones internas que nacen y se desarrollan a partir de las acciones externas. La novela psicológica "pospone la narración a la descripción de los estados de ánimo, pasiones y conflictos psicológicos" de los personajes.

## Técnicas
La novela psicológica no cuenta simplemente lo que ocurre, sino que explica el porqué y la finalidad de esta acción. En esta clase de literatura, el personaje y su caracterización son más importantes de lo normal, y profundizan más en la mente del personaje que las novelas de otro tipo. La novela psicológica puede llamarse la novela del "hombre interior". 
En muchos casos, se usan las técnicas del flujo de conciencia o monólogo interior, para ilustrar mejor el trabajo interno de la mente humana. También pueden incluirse flashbacks. Otro recurso utilizado para indagar en el interior del personaje es a través de textos directamente emanados del personaje, como diarios íntimos o cartas.

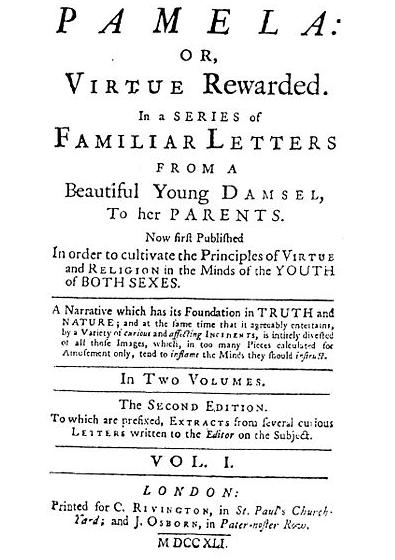
Pamela o la virtud recompensada (1740), de Samuel Richardson, puede considerarse un precedente de la novela psicológica realista.

## Ejemplos
La Novela de Genji, escrito en el Japón del siglo XI es considerada la primera novela psicológica. 
En la literatura occidental, los orígenes de la novela psicológica pueden remontarse en La Fiammetta (1344) de Giovanni Boccaccio, esto es, antes de que se acuñara el término psicología. Otro ejemplo es Don Quijote de la Mancha de Miguel de Cervantes.
El primer auge de la novela psicológica como un género novelístico se establece con la novela sentimental de la que Pamela o la virtud recompensada de Samuel Richardson es un primer ejemplo. Su fuerza descansa precisamente en el conocimiento del corazón humano, delineando el sentimiento, sus cambios; el motivo dominante de la obra es ese análisis minucioso de los sentimientos de su protagonista, captando claramente las emociones.
La Princesa de Cléveris (siglo XVII), de Madame de La Fayette es considerada una primera precursora de la novela psicológica. Posteriormente, la novela psicológica por excelencia en francés es Rojo y negro de Stendhal.
Grandes novelas psicológicas son las de Dostoievski. En su obra más conocida, Crimen y castigo, la novela psicológica alcanza su perfección más absoluta, debatiendo al individuo entre la aceptación de un tormento o la justificación de su acto.
Otro ejemplo es el escritor estadounidense Henry James, quién mediante el punto de vista, permite el análisis psicológico de los personajes desde su interior. Su novela más famosa es Otra vuelta de tuerca, Washington Square (que fue adaptada cinematográficamente en La heredera), Retrato de una dama y Los papeles de Aspern.
En España se cultivó esta corriente dentro del realismo decimonónico, por autores en lengua castellana como Benito Pérez Galdós, Emilia Pardo Bazán y Armando Palacio Valdés y en autores de lengua catalana como Mercè Rodoreda y Llorenç Villalonga.